# Upplands runinskrifter 359
Upplands runinskrifter 359, även kallad Dvärgstenen, är en liten runsten som finns bevarad i Skepptuna kyrka och Skepptuna socken inom Seminghundra härad. Utanför kyrkan står ytterligare en runsten; U 358.

## Stenen
Dvärgstenen är en liten granitsten som fått sitt namn på grund av sin ringa storlek. Den är endast 75 cm hög, som bredast 40 cm och 10 cm tjock. Stenen hittades 1907 i golvet under kyrkans predikstol. Den var då sönderslagen i fyra bitar som tillvaratogs och sammanfogades, varmed den fick formen av en triangel. Nu förvaras den i kyrkans vapenhus. Ornamentiken uppges vara Urnesstil. Den korta frasen av synlig text är dock svårtolkad, ett förslag följer nedan:

## Inskriften
Translitterering av runraden:
kiftiʀ ' mina ' ik-ktiʀ nu ' ...i
Normalisering till runsvenska:
giftiʀ(?) minaʀ(?) ik-ktiʀ nu ...
Översättning till nusvenska:
... påminna om gåvorna. Alltid beskyddat är nu minnesmärket/minnet(?).
Maja Bäckvall tror att stenen är en av ett par gavelhällar i ett gravmonument, eller en av parstenar, som markerade en donation till kyrkan. Ristningen kan vara en fortsättning på en inskrift på en försvunnen runsten.